# Théorie de l'ordre implicite

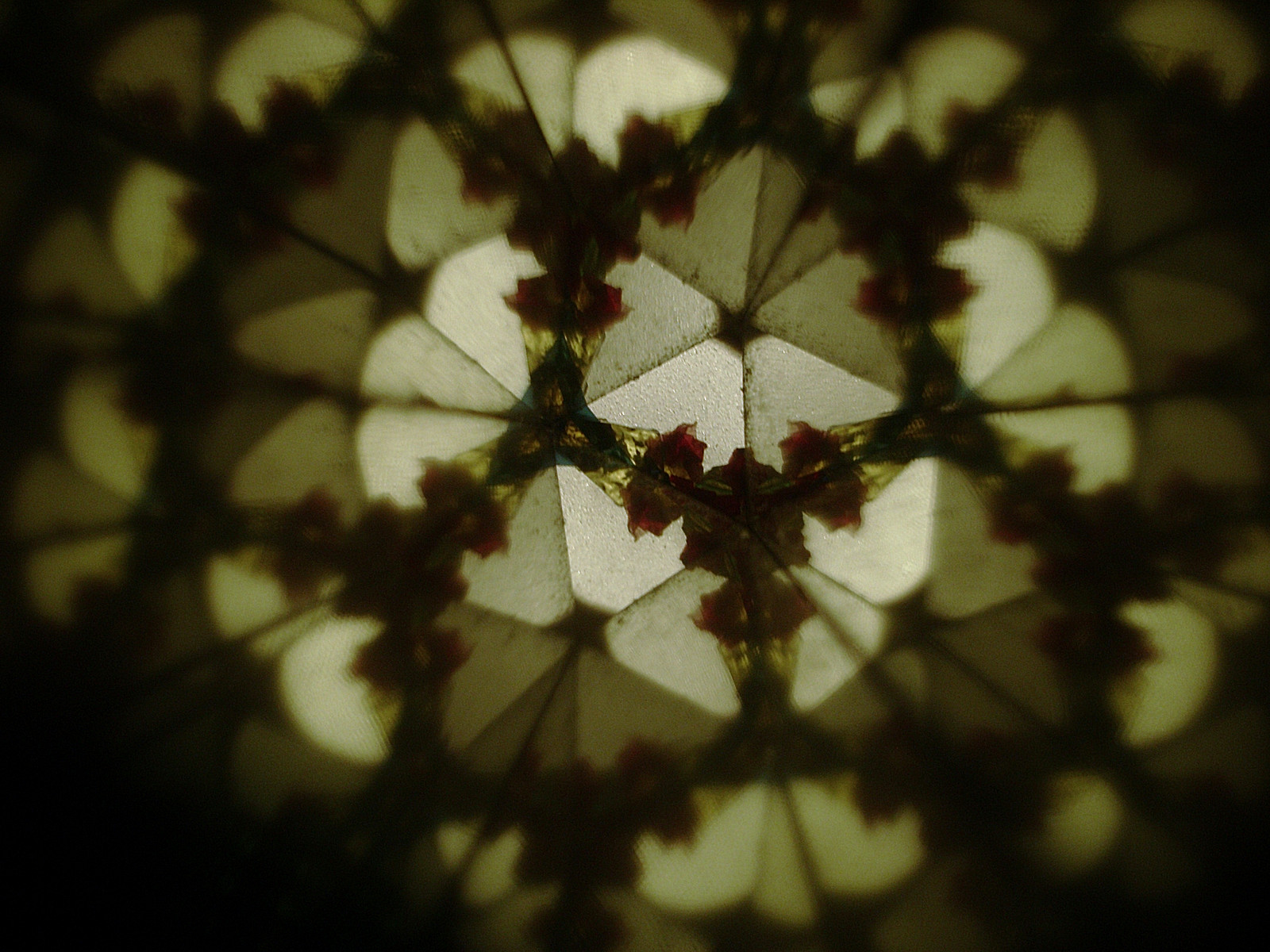
L’ordre implicite est un ordre fondamental et invisible de l’univers dont l'existence a été suggérée pour la première fois par le physicien David Bohm.

La théorie de l'ordre implicite est une conception spéculative relevant de la physique théorique et de la métaphysique, d'abord soutenue par le physicien américain David Bohm, puis reprise par différents chercheurs et auteurs tels que Basil Hiley (en), Karl Pribram, Paavo Pylkkänen ou, dans un cadre plus mystique, Michael Talbot et David Peat. D'après cette théorie, une réalité plus profonde sous-tend l’univers, et le monde que l’on perçoit avec nos sens n’est qu’une illusion, une sorte de fantôme ou de projection de cette cohérence cachée. La notion d’ordre implicite met l’accent sur la primauté de la structure et du processus par rapport aux objets individuels. Ces derniers sont interprétés comme de simples approximations d’un système dynamique sous-jacent. Les particules élémentaires et l'ensemble des objets n’auraient ainsi qu’un degré d’individualité limité.
Le terme « implicite » dérive du latin implicatus (« enveloppé »), l’une des formes du participe passé de implicare (« plier, emmêler ») . Il qualifie donc une réalité dont chacune des parties est en contact avec les autres. Chaque fragment de la réalité contient en effet des informations sur chacun des autres fragments, de telle sorte que chaque élément du monde renvoie à la structure de l’univers en son entier. L'ordre implicite, qui est caché, produit la réalité phénoménale – celle que l'on perçoit avec nos sens et nos instruments – et avec elle, l'ordre de l'espace et du temps, de la séparation et de la distance, des champs électromagnétiques et de la force mécanique. Cette réalité opère elle-même selon un ordre que Bohm nomme l’« ordre explicite », monde ouvert et révélé de façon manifeste.  
Pour Bohm, la « vraie » réalité ne peut être captée que par un esprit libre, débarrassé des leurres engendrés par le processus même de la pensée. L’univers perceptible et mesurable n'est qu'une manifestation de cette réalité profonde sous-jacente, ou une projection de niveaux plus profonds de réalité qui trouvent eux-mêmes leur origine dans un ordre implicite ultime. Cette manifestation, ou projection, se réalise selon un processus par lequel les particules subatomiques se « dissolvent » sans cesse dans l'ordre implicite pour ensuite se « cristalliser » dans l'ordre explicite. 

## Paradoxe EPR et non-localité
Pour David Bohm, l'étrangeté des phénomènes quantiques, en particulier ceux impliquant la non-localité, peut être expliquée comme une conséquence d'une activité qui échappe encore à l'investigation des physiciens. Il soutient que l'espace et le temps eux-mêmes peuvent être inférés à partir d'un niveau encore plus profond de réalité objective que celle qui se manifeste dans la physique quantique standard. C'est le point de départ de sa conception de l'ordre implicite.

### Le paradoxe EPR et l'idée de variables cachées

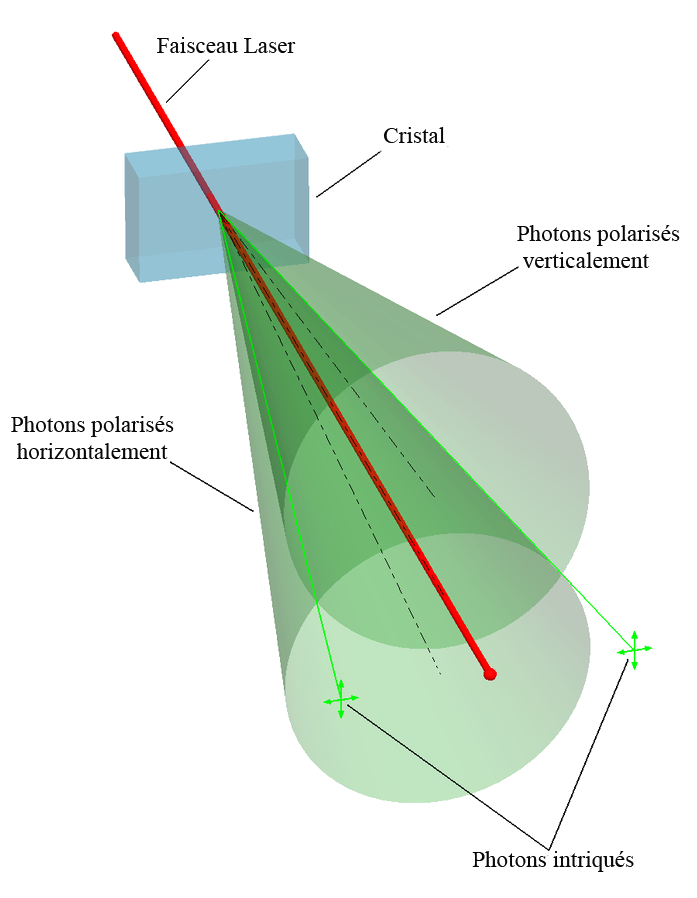
Rendu artistique de la génération d'une paire de photons intriqués par un faisceau laser traversant un cristal.

Le paradoxe dit « EPR » constitue une référence essentielle pour toute la théorie de David Bohm. Ce paradoxe provient d’une expérience de pensée décrite par Albert Einstein, Boris Podolsky et Nathan Rosen (d'où l'acronyme EPR), formalisée par le physicien John Bell qui en fit un théorème, reprise par Bohm dans le cadre de sa mécanique et confirmée par le physicien Alain Aspect en 1982. Dans sa version simplifiée, elle part du raisonnement suivant : si l’on sépare un couple de particules élémentaires, par exemple un couple d'électrons sans spin (le spin représentant la caractéristique de rotation des particules élémentaires), l’une de ces particules doit avoir, d’après la loi de conservation du spin (l’une des lois de la mécanique quantique), un spin de + ½  et l’autre un spin de – ½. Elles sont dites en ce sens « intriquées ». Si l’on suppose à présent que ces particules intriquées sont envoyées chacune dans des directions contraires jusqu’à atteindre des distances très grandes, et que l’on inverse le signe du spin de l’une d’elles, l’autre particule, pour garantir la loi de conservation du spin, devra changer instantanément le signe de son propre spin. C’est ce que Bohm appelle « l’effet des spins liés ». Or, avec un tel phénomène, le respect de la loi de conservation du spin conduit à violer une loi fondamentale de la théorie de la relativité qui établit que les signaux ne peuvent se propager instantanément, mais seulement à une vitesse finie qui est celle de la lumière. La modification de l’une des caractéristiques d’une particule intriquée génère donc un événement non local incompatible avec la physique relativiste classique.
Les résultats de l'expérience EPR semblent prouver que des particules subatomiques qui sont éloignées l'une de l'autre sont en mesure de communiquer entre elles d'une manière qu'on ne peut pas expliquer par l'émission de signaux qui voyagent à la vitesse de la lumière. Par conséquent, comme l'affirmait Einstein, ou bien la mécanique quantique est fausse, ou bien les particules élémentaires doivent répondre à des variables « cachées » ou « additionnelles » qui remettent en cause la complétude de la mécanique quantique, et qu'il faut découvrir,. C’est en 1964 que John Bell établit les célèbres inégalités de Bell qui pourraient être vérifiées si des variables cachées – au sens défini par Einstein (c'est-à-dire des variables dites « locales » et respectant le principe de causalité classique) – existaient, et infirmées si elles n'existaient pas. Les expériences visant justement à vérifier les inégalités de Bell purent être menées au début des années 1980, et aboutirent à une violation des inégalités, invalidant la possibilité d'existence de telles variables.

### Les variables cachées non locales
Les inégalités de Bell ont été formulées par leur auteur non pas pour confirmer l’interprétation de Copenhague (établissant l'impossibilité des variables cachées) mais pour confirmer celle de Bohm (affirmant l'existence de variables additionnelles non locales). En effet, ce n'est pas l’ensemble des théories à variables cachées qui est réfuté par la violation des inégalités de Bell, mais toutes celles qui sont locales. Les variables non locales n'obéissant pas aux lois de la physique relativiste, et leur valeur étant déterminée à une échelle subquantique (sous l’échelle de Planck), elles échappent à l'objection de la violation des inégalités. Au lieu de se comporter de façon véritablement aléatoire comme dans le modèle orthodoxe de la mécanique quantique, les particules pourraient très bien alors évoluer dans un fluide subquantique qui agirait sur elles de façon causale – mais en un sens non classique – à l'image des molécules d’eau invisibles qui exercent une influence cachée sur les grains de pollen en suspension dans l’air en les faisant se mouvoir de manière apparemment aléatoire.
Bohm identifie ces variables non locales – dont il présuppose l’existence – à ce qu’il nomme le « potentiel quantique », principe gouvernant la matière de manière déterministe et causale, mais à un niveau de réalité qui ne se situe plus dans l’espace-temps comme c'est le cas dans la physique classique ou relativiste. Suivant cette perspective, les particules subatomiques restent en contact indépendamment de la distance qui les sépare car leur séparation est une illusion qui a lieu dans l’espace-temps. Bohm développe au fur et à mesure de ses recherches l'idée qu'à un certain niveau de réalité plus profond que celui du monde apparent, ces particules ne sont pas des entités individuelles, mais des extensions d'un même système fondamental. C'est principalement cette idée qui le conduit à concevoir sa « théorie de l'ordre implicite », qui doit connecter les événements disjoints dans l'espace et le temps :
« Dans l'ordre implicite, l'espace et le temps ne sont plus les principaux facteurs déterminant les relations de dépendance ou d'indépendance entre les différents éléments. Au contraire, une sorte de connexion entièrement différente est possible, de laquelle nos notions ordinaires d'espace et de temps, ainsi que de particules matérielles existant séparément, sont extraites en tant que formes dérivées de l'ordre plus profond. ».
Pour Bohm, puis pour Basil Hiley et Fabio Frescura avec lesquels il collabore, cet ordre implicite procède d’une « pré-géométrie » et d'une algèbre seules capables de décrire un tel « pré-espace ». Ces nouvelles mathématiques constitueraient une sorte de prolongement de la relativité générale, théorie qui se fonde également sur la géométrie pour décrire le comportement des objets qui s'y trouvent. À l'instar d'Einstein, Bohm et ses collègues remettent ainsi en question la complétude de la physique quantique non seulement en introduisant des variables supplémentaires (en l’occurrence, les particules elles-mêmes et leur dynamique déterministe) mais en articulant une nouvelle conception de l'espace-temps.

## Potentiel quantique et champ d’information
David Bohm n'accepte pas l'interprétation devenue classique de la mécanique quantique associée historiquement à l'école de Copenhague. Il en rejette notamment la notion, selon lui mal définie et insatisfaisante, d'effondrement de la fonction d'onde avec tous les paradoxes qui en découlent. Il opte pour une interprétation « ontologique » et « causale » qui implique l'existence réelle de particules et de champs. Il reformule complètement l'équation de Schrödinger décrivant le mouvement de l'électron par une fonction d'onde spéciale en y ajoutant un paramètre crucial : le « potentiel quantique », sur lequel se règle l'ordre apparent du monde.

### Le potentiel quantique
C'est pour transformer le caractère probabiliste de la mécanique quantique en une théorie déterministe que Bohm introduit le potentiel quantique dans sa propre théorie. Ce potentiel décrit formellement comment des particules peuvent se mouvoir le long de trajectoires prédéfinies, conformément à un principe non local agissant comme pour conduire les électrons. Bohm développe ainsi ce que l'on nomme une « mécanique bohmienne », c'est-à-dire une mécanique quantique non classique qui fait usage de concepts inspirés de la théorie de l' « onde pilote » de Louis de Broglie, elle-même élaborée dès le début de la mécanique quantique entre 1923 et 1926.
Le potentiel quantique de Bohm ({\displaystyle \mathbb {Q} }) n'est pas une quantité qui diminue avec l'inverse du carré de la distance comme le font tous les signaux électromagnétiques dans la physique classique ; c'est une quantité dont l'intensité ne dépend pas de la distance, mais seulement de la « forme » de l'amplitude de la fonction d'onde {\displaystyle \psi } de Schrödinger, ce qui génère inévitablement des effets non locaux :
« A la différence de ce qui se passe avec les potentiels électrique et magnétique, le potentiel quantique ne dépend que de la forme. Cela signifie que même lorsque ce potentiel quantique est faible, il peut influencer énormément la particule. C'est comme si l'onde d'un lac était en mesure de faire tressauter un bouchon de liège qui flotte dans l'eau, même si ce dernier est loin de la source d'onde. »
Les caractéristiques du potentiel quantique ne sont pas seulement hypothétiques dans la mesure où la physique quantique reconnaît dès 1948, avec le physicien Hendrik Casimir,  l'existence d'un vide quantique, autrement appelé « champ du point zéro », qui est interprété par Bohm comme un océan d'énergie infini dans lequel peut puiser son potentiel. L'énergie du point zéro implique que, même en l'absence de toute matière, le vide possède une énergie d'autant plus grande que le volume considéré est petit, ce qui a pour conséquence de conférer au vide une énergie infinie ou immense. Aux échelles macroscopiques, cette énergie est négligeable car les fluctuations s'annulent sur de grands volumes, mais elle possède cependant des effets physiques microscopiques comme l'effet Casimir, l'émission spontanée de photons par des atomes, la production de paires de particules/antiparticules, ou une agitation minimale des molécules. Pour Bohm, c'est bien dans le vide quantique de l'univers que réside toute son énergie, permettant le déploiement de l'espace, du temps et de la matière :
« Ce qu'implique l'hypothèse proposée [hypothèse de l'océan infini d'énergie], c'est que toute cette énergie est présente dans l'espace vide et que la matière, telle que nous la connaissons, n'est qu'une petite ondulation sur cette mer immense. Cette mer se situe dans l'ordre impliqué et nullement, en mode essentiel, dans l'espace et le temps. Pourtant c'est la totalité de l'univers, comprenant l'espace, le temps et la matière connus de nous, qui se manifeste dans cette ride légère. »
Les événements non locaux de la mécanique quantique s'expliquent désormais non plus comme de mystérieux signaux qui iraient à une vitesse super-liminale (supérieure à la vitesse de la lumière) ou instantanée et grâce auxquels certaines particules communiqueraient entre elles, mais par le fait que ces particules n'ont en réalité jamais bougé et qu'elles ne se sont jamais fragmentées. Les particules renfermeraient en effet une réalité unitaire profonde qui précéderait toute division de l'espace et du temps.

### L’onde pilote et le champ d'information

Paquet d’ondes (en bleu) et son « enveloppe » (en rouge). L’enveloppe se déplace à la vitesse de groupe.

Le concept de potentiel quantique conduit Bohm à réinterpréter la mécanique quantique en généralisant la fonction d’onde à tout l’univers. Cette fonction a chez Bohm comme pour Schrödinger un caractère objectif, dans le sens où elle permet de décrire la réalité indépendamment de l'observateur. Mais elle révèle en plus, par sa structure et sa dynamique, une réalité invisible qui organise le monde matériel au niveau subatomique.
Bohm réactualise à partir de 1952 la notion d’« onde pilote » que le physicien Louis de Broglie forge dès 1923. S'appuyant principalement sur les travaux d'Einstein concernant les photons et leurs propriétés ondulatoires, le physicien français démontre que toute particule élémentaire (électron, proton, etc.) est associée à une onde, qu'il nomme « onde de matière » ou « onde pilote », et dont on peut calculer la longueur. Cette onde ne peut pas être envisagée comme une onde unique se propageant indéfiniment dans l'espace : elle constitue un ensemble d'ondes superposées nommé par de Broglie « paquet d'ondes » ou « train d'ondes », se propageant de façon linéaire et « guidant » l'électron dans son déplacement. Chaque phase de l'onde se déplaçant à une vitesse légèrement différente (définie par la vitesse de phase {\displaystyle v_{\phi }}), elle a donc une longueur d'onde un peu différente mais restant comprise entre deux valeurs déterminées, l'une minimale et l'autre maximale. Or, dans ce contexte particulier où les ondes sont légèrement décalées (puis qu’ayant des fréquences un peu différentes), un certain nombre d'entre elles disparaissent à n'importe quel endroit géographique de la trajectoire suivie, les crêtes et les creux s'annulant, tandis que d'autres se superposent, provoquant en un endroit géographique unique un pic de renflement important où les ondes sont dites en phase. C'est au déplacement de ce pic (dont la vitesse équivaut à la vitesse de groupe {\displaystyle v_{g}}) que correspond, d'après Louis de Broglie, le mouvement véritable de la particule.

En mécanique bohmienne, chaque particule émise suit une trajectoire unique bien définie. Dans l’expérience de Young, seule l’onde qui « guide » les particules passe par les deux fentes.

Bien que cette conception soit en partie reprise par Bohm et Hiley,, leur propre théorie diffère de celle de Louis de Broglie sur un point majeur : l'onde pilote n'est plus chez eux interprétée comme une force qui pousserait mécaniquement la particule dans une direction donnée, mais comme un principe directeur qui « in-forme » le mouvement de la particule. Nommé « champ d'information », ce principe agit sur les particules non pas comme un champ de forces, mais à la manière d’un « système de pilotage » fournissant les instructions sur la façon de bouger. Les particules sont par là dotées d'une sorte de « réseau de connaissances cachées » de toutes les propriétés physiques qu'elles pourraient avoir. Ainsi, dans les expériences quantiques, leur comportement paradoxal et apparemment intentionnel s'explique par le fait qu'elles détiennent les informations relatives à l'ensemble de l'appareillage, voire à l'ensemble de l'environnement. Par exemple, dans l'expérience des fentes de Young avec obstruction de l'une des fentes, la particule qui est émise « sait » en quelque sorte où et quand l'une des fentes est obstruée.
Le champ d'information n'est pas produit dans le temps à partir d'une région précise de l'espace, mais à partir d'une réalité infinie qui transcende les limites de l'espace et du temps. Contrairement aux champs connus en physique, ce n'est pas la force, mais la « forme », qui détermine son action. Cette action ne décroît pas avec la distance et elle rend ainsi possible des effets non locaux manifestes à l'échelle quantique. Un tel champ peut être comparé à la cause formelle, telle que définie par Aristote, dont le principe diffère radicalement de la cause motrice sur laquelle s'appuie la mécanique classique. Bohm compare également l'action de son onde à celle d'un message radio intimant à un bateau l'ordre de changer de direction : l'ordre vaut alors par l'information véhiculée plutôt que par une action physique du signal. Même si elle n’a jamais rallié la communauté scientifique, cette théorie est considérée encore aujourd’hui comme une interprétation cohérente des phénomènes quantiques.

## Premières conceptions de l’ordre implicite
Se développant d'abord dans le cadre de la mécanique quantique de Bohm, la théorie de l'ordre implicite permet de justifier une approche causale et déterministe des phénomènes quantiques qui contraste avec l’explication probabiliste de l’interprétation de Copenhague, mais qui diffère également profondément de la conception classique de la réalité physique.

### L’hypothèse de l’éther et la notion de pré-espace
La première élaboration théorique de l'ordre implicite réactualise la notion traditionnelle d' « éther », jusque-là défini comme une matière « subtile » ou une substance « impondérable » (de masse nulle ou insignifiante) permettant de fournir ou transporter des effets entre les corps sur un mode ondulatoire, notamment dans les phénomènes électromagnétiques.
C'est durant sa collaboration avec le physicien français Jean-Pierre Vigier et plusieurs physiciens de l'Institut Henri-Poincaré de Paris que Bohm postule, dans les années 1950, l'existence de fluctuations d'un éther disséminé dans tout l'univers, contredisant par là même l'expérience de Michelson et de Morley qui, en faveur de la théorie de la relativité d'Einstein, réfutait l'hypothèse de l'éther de façon apparemment définitive. Considérant de son côté que la non-existence de l'éther n'a jamais été démontrée, Bohm s'associe aux recherches sur le « champ du point zéro » et souhaite alors décrire l'électron comme une structure complexe qui évolue dans un éther sous-jacent. À une échelle des millions de fois plus petites que l'électron, la relativité d'Einstein se briserait dans un « espace absolu » bien réel (que Einstein avait rejeté), un éther fait de particules subquantiques incommensurablement minuscules.
Sous cet espace absolu – autrement appelé « pré-espace » – n'existe plus aucune division ni distinction spatio-temporelle. La théorie probabiliste de la mécanique quantique – pour laquelle le concept de probabilité est un concept complet et objectif – n'est plus dans cette perspective qu'une mesure de notre ignorance dans l'interprétation du mouvement compliqué des électrons, dont l'identification exige d'aller en dessous même de la longueur de Planck (fixée à 1,616 × 10−35 m). Alors que selon l'interprétation classique de la mécanique quantique, les électrons se comportent de façon véritablement aléatoire, ils évoluent selon ce nouveau modèle dans une sorte de fluide subquantique qui en détermine causalement le mouvement.

### La structuration implicite de l'univers

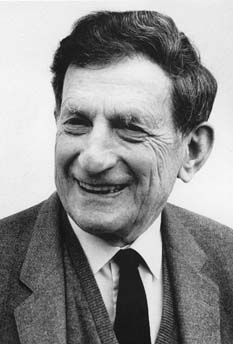
David Bohm.

À partir des années 1960, Bohm cesse sa collaboration avec Jean-Pierre Vigier et ne s'arrête plus comme lui aux hypothèses du potentiel quantique et du pré-espace qui le produit. Il élabore une conception plus philosophique de l'univers en s'affranchissant des contraintes mathématiques liées à la définition rigoureuse des variables cachées et du potentiel quantique. Dans une perspective métaphysique, il théorise ce qu'il nomme désormais « l'ordre implicite » (implicate/enfolded order) de l'univers et, dès les années 1970, suggère que le monde contient une infinité de niveaux qualitativement différents, mais tous liés entre eux par leur caractéristique génératrice :
« Au-delà de cette mer d'énergie, il se peut évidemment qu'existe un océan encore plus grand car après tout, si notre connaissance atteint ses limites, cela ne signifie pas qu'il n'y ait rien au-delà. Le cas échéant, on pourrait remonter jusqu'à une source de l'énergie encore plus lointaine, mais rien ne dit qu'elle ne serait pas elle-même en quelque manière contenue dans une source encore plus grande et ainsi de suite. »
À ce stade, Bohm suppose l'existence de véritables hiérarchies au sein desquelles les ordres implicites d'un niveau de réalité plus élevé organisent et guident les ordres d'un niveau inférieur, lesquels influencent à leur tour les ordres d'un niveau supérieur dans un cycle sans début et sans fin. C'est ce qui conduit Bohm à penser la totalité du réel comme à une structure holistique et organique, pratiquement semblable à un corps humain. Il soutient en ce sens l'existence d'un « potentiel superquantique » qui représenterait un deuxième ordre de réalité implicite organisant de façon encore plus fondamentale l'ordre implicite de premier niveau. Ce ordre implicite de niveau supérieur est comparé à un océan d'énergie plus vaste encore que l'ordre implicite de premier niveau, comparé à une simple mer.
La physique n'est plus dans cette perspective qu'une approximation d'un certain niveau de réalité, et l'ultime niveau ne pourra jamais être atteint ni qualitativement, ni quantitativement. Nommé par lui « ordre super-implicite », l'ordre ultime de la réalité reste à tout jamais insondable, dans la mesure où le théâtre du monde explicite ne porte aucune information à l'ordre super-implicite,. Le but du physicien consiste alors  à découvrir un par un les différents niveaux qui lui sont accessibles, en approfondissant toujours plus loin sa compréhension de la réalité.

### L'unité originaire du monde
Les réflexions de Bohm, désormais associées aux recherches mathématiques de Basil Hiley, font émerger un tableau de l'univers où la réalité constitue un ensemble indivis, concentré en un point, et au sein duquel n'importe quel déplacement apparent n'est plus qu'une illusion. Ce modèle n'est pas seulement spéculatif mais a également un caractère explicatif : il explique, par exemple, que deux particules nées d'une seule particule maintiennent leur relation même à de très grandes distances.
La primauté y est accordée à l’ensemble, ou à l’ordre implicite inhérent à l’ensemble, plutôt qu’aux parties de l’ensemble (objets, particules, ondes, états quantiques, etc.). Cet ensemble comprend la totalité des choses, des structures, des abstractions et des processus, c'est-à-dire aussi bien les entités normalement considérées comme physiques, telles que les atomes ou les particules subatomiques, que les entités abstraites que sont par exemple les états quantiques. Les éléments apparents de la réalité ne sont que des perspectives différentes sur une même réalité et doivent être considérées en termes de totalité, selon une approche holiste par laquelle les « individus » sont regardés comme des « sous-totalités » relativement séparées et indépendantes. Mais fondamentalement, rien n’est séparé ni indépendant et tout se rejoint en une unité parfaite à l'origine de toute chose :
« […] Nous voici donc parvenus à une métaphysique exempte de toute division […] nous découvrons que l'ordre impliqué dont nous sommes partis s'enracine dans un ordre impliqué d'une dimension bien supérieure, dans le vaste océan d'énergie de l'espace vide. Et nous pouvons nous attendre, finalement, à pénétrer à des niveaux encore plus profonds, sans aucune limite prévisible (bien que leur compréhension puisse nécessiter des idées qui dépassent le concept d'ordre impliqué). Ainsi, il n'y a pas d'obstacle à un travail fécond, en physique, dans le cadre de cet inconnu incommensurable qui est la source génératrice de tout ce qui est. »

## Modèle holographique

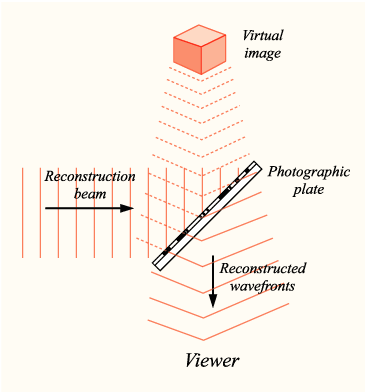
Dans un dispositif holographique, chaque région de la plaque photographique contient virtuellement la totalité de l'image présentée.

David Bohm utilise la métaphore de l'hologramme pour illustrer les caractéristiques de l'ordre impliqué : chaque région d'une plaque photographique sur laquelle un hologramme est observé contient en effet toutes les informations visuelles de l'objet représenté, qui peut être observé à partir d'un éventail de perspectives. Sur une telle surface, chaque partie contient ainsi virtuellement une image entière et non divisée.

### David Bohm et l’univers holographique
Dans le contexte de la nouvelle tournure que prend son travail dans les années 1960, Bohm élabore progressivement une « cosmologie philosophique » qui est en fait une métaphysique où tout l'univers finit par être pensé comme un hologramme géant avec des caractéristiques dynamiques.
Quand un hologramme – résultant d'une figure d'interférence entre deux portions de lumière laser – est impressionné sur une pellicule photographique, celle-ci peut être coupée en deux sans jamais perdre une seule moitié de l'image d'origine, qui reste complète (bien qu'avec une certaine perte de résolution),. L'image complète persiste même si les deux moitiés de la pellicule sont elles-mêmes sectionnées en de plus petits éléments. Chaque partie de la pellicule contient en effet tout l'espace nécessaire à la restitution complète de l'image. Dans l'analogie de l'hologramme, la surface de la pellicule photographique contenant les informations visuelles devient alors la métaphore de l'ordre implicite, tandis que l'hologramme lui-même représente l'ordre explicite, c'est-à-dire l'explicitation dans notre réalité d'un ordre caché où chaque partie renferme l'ordre total. Le « mouvement holographique » est représenté quant à lui par la lumière laser projetée sur la plaque photographique, illustrant le caractère dynamique de la réalité holographique.
Le modèle holographique de l'univers, dans lequel l'idée de l'hologramme est associée à celle de l'ordre implicite, intéresse au moment de ses premières formulations un vaste public constitué non seulement de physiciens, mais aussi de philosophes, de psychologues, d'éducateurs, d'artistes, d'écrivains, de théologiens et même de mystiques pour qui l'analogie de Bohm représente à la perfection le concept de totalité non fragmentée. Cette analogie permet en effet de concevoir à partir d'une référence scientifique une réalité fondamentale où toute chose est contenue dans chaque chose, où chaque fragment contient des informations sur chacun des autres fragments, de telle sorte qu'on pourrait dire que chaque région de l'espace et du temps contient la structure de l'univers en son sein, à l'instar d'une plaque holographique qui contient toutes les informations de la figure représentée.  
Selon cette approche, l'ordre explicite n'est rien d'autre que la projection holographique de niveau de réalité situés dans l'ordre implicite. Chaque région de l'espace-temps renvoie ainsi à l'ordre total de l'univers qui comprend non seulement tout l'espace, mais aussi tout le passé, le présent et le futur. Le mouvement holographique correspond quant à lui à l'activité implicite et non manifeste par laquelle se développe l'ordre manifeste du monde :
« Chaque chose émerge du mouvement holographique par un processus d'ouverture, avant de s'enrouler à nouveau dans l'ordre implicite. Je définis le processus d'enroulement sur soi comme "impliquant" et le processus d'ouverture comme "manifestant". L'implicite et l'explicite sont une totalité indivisible dans un flux continu. Chaque partie de l'univers est liée à toutes les autres, mais à différents degrés. »
C'est ainsi que Bohm prétend expliquer l'aspect non local des phénomènes de la mécanique quantique. De la même façon qu'en sectionnant la plaque photographique en différentes parties nous ne divisons pas l'hologramme, mais nous saisissons le tout dans chacune de ses parties, les particules élémentaires comme l'électron restent intriquées les unes avec les autres indépendamment de la distance qui les sépare. Leur séparation en des objets apparemment fragmentés n'est plus, dans cette perspective, qu'une illusion. Fragmentation, séparation, espace et temps ne sont eux-mêmes qu'une illusion résultant de notre perception limitée de la réalité.

### Karl Pribram et la théorie holographique de l’esprit

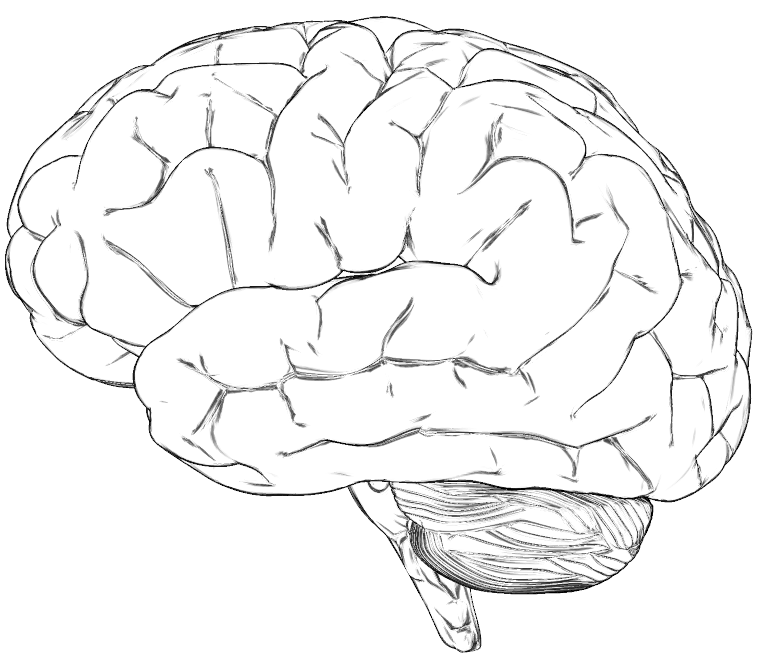
Les recherches de Karl H. Pribram suggèrent que la mémoire n’est pas localisée dans des régions spécifiques du cerveau.

À la fin des années 1960, le psychologue et neurophysiologiste Karl Pribram développe, parallèlement aux travaux de David Bohm sur l'univers holographique, sa propre théorie holographique de l'esprit humain. Son point de départ réside dans l'hypothèse suivante, confortée par de nombreuses recherches en neurosciences : la mémoire, sous ses différentes formes, n'est pas localisée dans une région particulière du cerveau. C'est pourquoi, au lieu d'être automatiquement perdue lorsqu'une partie du cerveau est altérée, la mémoire peut être transférée à d'autres régions qui n'étaient pas jusque-là sollicitées par elle. Le système cérébral ne semble donc pas fonctionner comme un ordinateur dont les différents programmes sont réalisés par des circuits électriques parfaitement déterminés. En revanche, il pourrait être interprété comme un système holographique s'activant sous l'effet de faisceaux de fréquences différentes provenant de l'extérieur.
Un hologramme est le système le plus efficace pour emmagasiner de l'information et chaque fragment d'information y semble instantanément lié à tous les autres. Le cerveau est comparable en ce sens à une pellicule holographique dont la spécificité serait d'être capable d'extraire de l'information à travers les impulsions nerveuses qui s'y croisent, à l'instar des dessins d'interférence de lumière laser qui se croisent sur la surface d'une pellicule contenant une image holographique. Pribram prétend expliquer ainsi le phénomène de la mémoire et son caractère non localisable. De même qu'une portion donnée de pellicule holographique peut contenir toute l'information nécessaire pour créer une image complète, chaque partie du cerveau contiendrait tout le bagage informatif nécessaire pour reconstruire un souvenir complet.
Le cerveau, avec les impulsions nerveuses qu'il produit, n'est dans cette perspective qu'un intermédiaire pour obtenir de l'information provenant d'ailleurs, notamment d'un niveau de réalité qui se trouve au-delà de l'espace et du temps.  L'esprit lui-même n'est pas situé dans le cerveau mais au-delà du monde spatio-temporel dans une réalité plus fondamentale. La succession des événements se réalisant au sein de la matière à l'échelle macroscopique est produite à ce niveau fondamental de la réalité par un processus non local et non temporel qui permet l'échange d'informations quantiques, comme pour le phénomène d'intrication vérifié avec les particules, ou pour le processus quantique d'émission et d'absorption de photons, mais généralisé cette fois à toute la matière et à toutes les échelles.
Pour Pribram, notre cerveau n'est plus alors qu'un « récepteur » qui détecte et décode un canal particulier d'informations parmi tant d'autres dans un kaléidoscope de fréquences constituant lui-même un océan d'informations assimilable à un super-hologramme.

## Univers psychique et phénomènes paranormaux

### L'esprit universel

Représentation conique de la structure hiérarchique de l’esprit selon Carl Gustav Jung, avec :
1. le Moi, dont l’extension est minimale ;
2. le conscient ;
3. l'inconscient personnel ;
4. l'inconscient collectif ;
5. l’ « inconscient archaïque », part inconnaissable de l’inconscient collectif.

L'aspect probablement le plus contesté de la pensée de David Bohm concerne sa conception « panpsychique » du rapport entre l'esprit et la matière dans laquelle l'ordre implicite n'est pas seulement une réalité hyper-dimensionnelle qui gouverne le monde de la matière, mais le siège même de la conscience et de tous les phénomènes qui lui sont liés, « l'intériorité » de l'univers.
« [L]'ordre explicite et manifesté de la conscience n'est pas, finalement, distinct de celui de la matière. Fondamentalement, ce sont deux aspects, différents par essence, d'un même ordre global. Cela explique un fait de base que nous avons déjà souligné, à savoir que l'ordre explicite de la matière est aussi par essence l'ordre sensoriel général qui imprime dans la conscience l'expérience ordinaire. »
Comme l'ordre implicite interagit directement avec le monde manifeste dont nous sommes les observateurs, la physique de Bohm présuppose non seulement l'existence d'une intériorité de l'univers comparable à la conscience, mais aussi celle d'une interaction directe et continue entre cette intériorité et l'état manifeste de l'univers dans lequel nous semblons vivre. L'ordre implicite peut en cela être comparé à l’« inconscient collectif » de Carl Gustav Jung, esprit impersonnel dont une partie essentielle interagit avec le monde alors qu'elle ne peut être révélée au niveau conscient et individuel. Bohm lui-même considère que sa pensée rejoint celle de Jung par leur affirmation commune de l'existence d'un esprit collectif qui transcende toute individualité :
« En étendant le concept de totalité à l'homme, nous voyons que chaque être humain participe de façon inséparable à la société et à la planète comme un tout. Ce qu'il est possible de suggérer ultérieurement, c'est qu'une telle participation se réalise dans un esprit collectif plus grand, et peut-être à la fin dans un esprit d'une portée encore plus vaste qui en principe soit aussi capable d'aller indéfiniment au-delà de l'espèce humaine comme un tout. Cela peut être corrélé à certaines des notions proposées par Jung. »
La théorie de l'ordre implicite semble ainsi développer sur un plan à la fois scientifique et métaphysique ce que Jung avait pressenti dans son activité de psychologue analytique. Les phénomènes psychiques aussi, même si de façon plus complexe que les phénomènes reconnus de la mécanique quantique, s'articuleraient à partir du monde implicite.

### Les phénomènes paranormaux
Pour Bohm, les phénomènes dits « paranormaux », même s'ils sont en apparence impossibles à connaître selon le paradigme de la physique conventionnelle, ne font pas partie du domaine de l'irrationnel, mais peuvent être compris comme une science dans le cadre de sa théorie de l'ordre implicite. Bohm refuse l'existence de l'irrationnel, car elle est incompatible avec la connaissance de type informatif de l'univers. Ce prétendu « irrationnel dans la matière » auquel croyait son éminent collègue Wolfgang Pauli, notamment lorsqu'il étudiait avec Jung le phénomène de la synchronicité, est selon lui explicable dans le cadre d'un modèle exhaustif de l'univers, où la causalité se réalise dans l'action d'un potentiel quantique et dans ses effets non locaux.
C'est donc dans une perspective présentée comme scientifique que l'on peut, d'après Bohm, considérer les « pouvoirs psychiques » tels que la synchronicité, la clairvoyance, la vision à distance, la télépathie ou la psychokinésie. Il s'agit pour lui de manifestations de la conscience universelle dont le lieu véritable est l'ordre implicite, voire l'ordre « super-implicite ». Plus précisément, Bohm voit dans les phénomènes tels que la télépathie et la psychokinésie non pas un simple phénomène de non-localité quantique, comme celui que l'on relève dans le paradoxe EPR, mais une forme plus profonde et complexe de non-localité, une espèce de « super-non-localité » théoriquement explicable.

## Conceptions dérivées ou apparentées

### Bernard d'Espagnat et le réel voilé
Après les expériences d’Alain Aspect dans les années 1980, qu'il considère être une confirmation de l'existence d'une réalité non locale « voilée », le physicien français Bernard d'Espagnat publie une série d'ouvrages à caractère philosophique où il expose une conception du monde très proche des positions de David Bohm (qu'il présente dans son livre inaugural de 1965). Il reconnaît d’ailleurs lui-même cette parenté : 
« Pour parler de cette réalité fondamentale, Bohm dit qu'elle satisfait à un ordre implicite. À son sujet, je parle, moi, de réel voilé. ».
Opposé à l’interprétation de Copenhague, qui choisit de limiter la portée de la physique quantique à l’observation et à la description des phénomènes mesurables, d'Espagnat postule l’existence d’une réalité indépendante de nos observations et de nos instruments de mesure, mais qui est non séparable, comme le démontre selon lui la preuve de l'existence de l'intrication à distance. Il y aurait ainsi un mystérieux « continuum » qu’on ne peut appréhender que de façon négative, comme étant « non local », « non séparable », « non causal », « non observable ». Cette réalité échappe par principe à notre perception ainsi qu'à nos meilleurs instruments de mesure, lesquels ne peuvent donner accès qu’aux phénomènes spatio-temporels, qui ne sont eux-mêmes que des apparences intersubjectives. Pour d'Espagnat comme pour Bohm, la réalité véritable du monde n'est pointée qu'indirectement par nos connaissances scientifiques, dont le caractère fragmentaire ne peut en révéler l'unité indivisible.

### Rupert Sheldrake et la causalité formative
En 1981, le biologiste et écologiste anglais Rupert Sheldrake développe dans un ouvrage intitulé Une nouvelle science de la vie : l'hypothèse de la causalité formative une conception de la nature semblable à celle de Bohm au sujet de l'ordre implicite, où le concept central n'est toutefois plus celui de potentiel quantique mais de « résonance morphique », ou de « champ morphogénétique ». Sheldrake remet en cause la compréhension purement mécaniste des phénomènes biologiques et introduit l'idée d'une « causalité formative » régissant la morphogenèse des organismes par des champs d'influence organisateurs affranchis de l'espace et du temps. Cette théorie prétend se fonder sur des résultats expérimentaux, mais elle reste très contestée par la majeure partie de la communauté scientifique, dans sa méthodologie comme dans ses conclusions. Elle reçoit néanmoins des soutiens enthousiastes auprès du grand public ainsi qu'à la marge de la communauté scientifique.
Sheldrake s'est intéressé grandement à la théorie de l'ordre implicite développée par Bohm. Il discuta d'ailleurs souvent avec lui à ce sujet et considéra que l'ordre implicite n'était rien d'autre qu'une reformulation du « monde des Idées » de Platon.

### Ervin László et la dimension akashique
Dans un livre publié en 2004 et intitulé Science and the Akashic Field: An Integral Theory of Everything (« La science et le champ akashique : une théorie intégrale du Tout »), le philosophe hongrois Ervin László reprend à David Bohm l'idée de champ d'information. Utilisant le terme sanskrit et védique « Akasha » (espace), il nomme ce champ d'information « champ akashique » ou « champ A ». Sa théorie s'appuie notamment sur les idées de Karl Pribram et de Rupert Sheldrake, et reformule l'idée de Bohm selon laquelle il existe un autre ordre de réalité, plus fondamental, que le monde spatio-temporel que nous connaissons.  
Pour László, le monde spatio-temporel ou matériel semble avoir été l'objet exclusif des sciences modernes de la nature, tandis qu'à l'inverse, les mystiques, les chamanes, les psychonautes et les philosophes de l'introspection ont concentré leur attention sur ce qui organise de façon invisible le monde que nous percevons. Il revient alors à la science de l'avenir de comprendre l'interaction entre ces deux dimensions de l'existence par une « théorie du Tout » qui intègre dans un même modèle la « dimension A » (ou « akashique ») de la réalité, et sa « dimension M » (ou « matérielle »). Cette théorie doit reposer sur la notion de champ d'information afin d'expliquer pourquoi l'évolution cosmique et biologique est un processus informé qui conduit à la conscience. Elle pourrait découler d'une meilleure compréhension du vide quantique.

### Martin Rees et les univers multiples
C'est à partir du cadre théorique élaboré par David Bohm et Karl Pribram que l'astrophysicien britannique Martin Rees développe son propre modèle holographique de la réalité, en lien avec la théorie des univers multiples. Mais alors que le modèle de Bohm prévoit l'existence de plusieurs niveaux de réalité, et donc celle d'une réalité à la fois unique et multidimensionnelle, le modèle de Rees envisage l'existence d'univers différents qui ensemble constitueraient une mégastructure cosmique dénommée « multivers ».